# Cassiope nana
Cassiope nana là một loài thực vật có hoa trong họ Thạch nam. Loài này được T.Z.Hsu mô tả khoa học đầu tiên năm 1982.